# UFC Fight Night: Miocic vs. Maldonado
UFC Fight Night: Miocic vs. Maldonado (también conocido como The Ultimate Fighter Brazil 3 Finale) fue un evento de artes marciales mixtas celebrado por Ultimate Fighting Championship el 31 de mayo de 2014 en el Ginásio do Ibirapuera en São Paulo, Brasil.

## Historia
Se esperaba que el evento estuviera encabezado por una pelea de peso semipesado entre los entrenadores de The Ultimate Fighter: Brazil 3 Chael Sonnen y Wanderlei Silva. La pelea estaba programada originalmente para UFC 173, pero más tarde se trasladó a esta tarjeta. Sin embargo, la pelea volvió a trasladarse al 5 de julio en UFC 175.
La pelea entre Júnior dos Santos y Stipe Miočić también se desplazó de UFC 173 para encabezar este evento. El 5 de mayo, dos Santos se retiró de la pelea citando una lesión en la mano y fue reemplazado por Fábio Maldonado.
Se esperaba que Demian Maia se enfrentara a Mike Pierce, sin embargo Pierce tuvo que retirarse de la pelea debido a una fractura en la mano. A consecuencia de la lesión de Pierce, Maia acabó enfrentándose con el recién llegado a UFC Alexander Yakovlev.

## Resultados
1. ↑  Final de Peso Pesado TUF Brazil 3.
2. ↑  Final de Peso Medio TUF Brazil 3.

## Premios extra
Cada peleador recibió un bono de $50,000.
- Pelea de la Noche: Kevin Souza vs. Mark Eddiva
- Actuación de la Noche: Stipe Miočić y Warlley Alves